# Българско военно гробище (Цапари)
Българското военно гробище в Цапари е създадено по време на Първата световна война, когато в него са погребани 214 български войници и офицери, загинали в битката при Червената стена. Разположено е северозападно от църквата „Свети Георги“.
Дълги години гробището тъне в разруха, но през 2004 година е възстановено, когато гробището става първото официално признато българско военно гробище на територията на Северна Македония. Седемте паметника на български офицери, погребани в двора на църквата „Свети Георги“ са едни от малкото запазени от хилядите български офицерски паметници на територията на днешна Северна Македония.

## Погребани български воини
- Подп. Павел Иванов (Велико Търново)

- Кап. Иван Филипов (Видин)
- Кап. Петър Хубанов (Севлиево)
- Кап. Иван Дамянов (Салаш)

- Пор. Найден Живков (Бракевци)
- Пор. Иван Тодоров (Видин)

- Подпор. Цено Ламбов (Урбабинци)
- Подпор. Борис Петров (Грамада)

- Зап. пор. Здравко Донов (Сърбяница)
- Зап. пор. Александър Цветков (Лом)

- Ст. подоф. Борис Ненов (Грамада)
- Ст. подоф. Кольо Антов (Бойница)
- Ст. подоф. Кръстю Петров (Бойница)
- Ст. подоф. Коста Босия (Бела)
- Ст. подоф. Младен Младенов (Бяло поле)

- Подоф. Ангел Велков (Ново село)
- Подоф. Александър Бояджиев (Градец)

- Мл. подоф. Симо Тирков (Борил)
- Мл. подоф. Стефан Петров (Горна Манастирица)
- Мл. подоф. Александър Сурдов (Шипкова махала)
- Мл. подоф. Станчо Станчев (Ново село)
- Мл. подоф. Владо Тодоров (Извор махала)
- Мл. подоф. Живко Стоянов (Цар Петрово)
- Мл. подоф. Петър Стефанов (Цар Петрово)
- Мл. подоф. Вълчо Николов (Войница)
- Мл. подоф. Йон Николов (Халваджи)
- Мл. подоф. Марин Меицов (Капитановци)
- Мл. подоф. Кръсто Върбанов (Муслулмане)
- Мл. подоф. Ангел Фиров (Негованци)
- Мл. подоф. Райко Гебов (Брегово)
- Мл. подоф. Георги Митранов (Връф)
- Мл. подоф. Наню Иванов (Гуглевци)
- Мл. подоф. Петър Илиев (Търговище)
- Мл. подоф. Ангел Цветков (Типченица)
- Мл. подоф. Никола Боянкин (Орешец)
- Мл. подоф. Анто Миновски (Бела)
- Мл. подоф. Господин Пенков (Лабец)
- Мл. подоф. Флоро Надев (Орсоя)
- Мл. подоф. Найден Попов (Разградска махала)
- Мл. подоф. Александър Младенов (Ранковци)
- Мл. подоф. Атанас Атанасов (Дългошевци)
- Мл. подоф. Милан Лешавски (Кърки Жаба)
- Мл. подоф. Камен Генински (Вълчедръм)

- Ефр. Христо Гюров (Пушево)
- Ефр. Георги Джунков (Шипково)
- Ефр. Георги Бъчваров (Русе)
- Ефр. Георги Гайдаров (М. Ясеново)
- Ефр. Ванко Петров (Смърдан)
- Ефр. Божин Превалски (Чупрене)
- Ефр. Станко Иванов (Орешец)
- Ефр. Кръсто Лазаров (Кърки Жаба)
- Ефр. Марин Ганчев (Лом)

- Редн. Пеню Иванов (Душево)
- Редн. Вълчо Вълчев (Клада)
- Редн. Къни Ненков (Церовец)
- Редн. Григор Цибриянов (Козлодуй)
- Редн. Опро Миразчийски (Крушовене)
- Редн. Димитър Христов (Дреновец)
- Редн. Мито Димов (Горна Манастирица)
- Редн. Георги Лишков (Горна Манастирица)
- Редн. Никола Шикалков (Горна Манастирица)
- Редн. Вълчо Маскин (Шишенци)
- Редн. Цано Минкин (Шишенци)
- Редн. Марко Петров (Поленци)
- Редн. Иван Иванов (Русе)
- Редн. Александър Григоров (Щъркелово)
- Редн. Лило Стамболийски (Киреево)
- Редн. Никола Николов (Старопатица)
- Редн. Никола Бомбалиев (Халово)
- Редн. Васил Иванов (Цар Шишманово)
- Редн. Герго Попов (Цар Шишманово)
- Редн. Иван Тишов (Цар Петрово)
- Редн. Петко Димитров (Бранковци)
- Редн. Станко Петров (Бориловец)
- Редн. Кръсто Кръстев (Войница)
- Редн. Стоян Димитров (Градско)
- Редн. Камен Димин (Грамада)
- Редн. Кръстю Петров (Злокуки)
- Редн. Станко Йонов (Злокуки)
- Редн. Анто Рангелов (Търняне)
- Редн. Станко Маринов (Халваджи)
- Редн. Ангел Николов (Ясен)
- Редн. Марин Бугаров (Ясен)
- Редн. Станко Митрев (Ясен)
- Редн. Хараламби Георгиев (Ясен)
- Редн. Златко Андреев (Ботьово)
- Редн. Тодор Ценов (Държаница)
- Редн. Йон Чурев (Кутово)
- Редн. Йоница Стефанов (Капитановци)
- Редн. Атанас Маринов (Майор Узуново)
- Редн. Станко Маринов (Майор Узуново)
- Редн. Йончо Атанасов (Раяновци)
- Редн. Иван Стойков (Ракитница)
- Редн. Велко Тошев (Ракитница)
- Редн. Гога Паунов (Ракитница)
- Редн. Петър Болдов (Ракитница)
- Редн. Кръстьо Ангелов (Градец)
- Редн. Първан Милчев (Гърци)
- Редн. Трифон Леков (Гузелия)
- Редн. Йон Мандреев (Делейна)
- Редн. Марин Георгиев (Делейна)
- Редн. Никола Каменов (Динковци)
- Редн. Яни Митров (Кошава)
- Редн. Янаки Василев (Антимово)
- Редн. Димитър Тодоров (Арчар)
- Редн. Марин Трунков (Брегово)
- Редн. Павел Радуйков (Брегово)
- Редн. Тома Обрецов (Брегово)
- Редн. Томо Върбанов (Брегово)
- Редн. Иван Грозданов (Сенник)
- Редн. Иван Гергов (Карбинци)
- Редн. Петър Младенов (Карбинци)
- Редн. Петър Пърлишев (Медовница)
- Редн. Марин Михайлов (Криводол)
- Редн. Марин Маринов (Чирен)
- Редн. Юсеин Мехмедов (Люблен)
- Редн. Юсеин Юсеинов (Опака)
- Редн. Лозан Велков (Плешивец)
- Редн. Младен Младенов (Раяновци)
- Редн. Анто Монов (Руженци)
- Редн. Петко Петков (Руженци)
- Редн. Тодор Тодоров (Средногрив)
- Редн. Йордан Вълчов (Толовица)
- Редн. Марко Илиев (Толовица)
- Редн. Михаил Петров (Толовица)
- Редн. Димитър Цеков (Черно поле)
- Редн. Хараламби Средков (Черно поле)
- Редн. Коста Иванов (Върбовчец)
- Редн. Саво Рангелов (Вешица)
- Редн. Еленко Милчев (Горни Лом)
- Редн. Кръстьо Арменски (Горни Лом)
- Редн. Младен Петров (Дражинци)
- Редн. Ангел Иванов (Дъбравка)
- Редн. Георги Левачки (Орешец)
- Редн. Вълчо Йончев (Подгоре)
- Редн. Живко Джунов (Праужда)
- Редн. Атанас Зарков (Белотинци)
- Редн. Атанас Атанасов (Равна)
- Редн. Георги Луков (Бела)
- Редн. Аврам Вълчов (Бяло поле)
- Редн. Илия Жабичев (Върбово)
- Редн. Тодор Стоянов (Върбово)
- Редн. Камен Петров (Влахович)
- Редн. Мито Иванов (Влахович)
- Редн. Николай Деков (Калугер махала)
- Редн. Никола Гаврилов (Калугер махала)
- Редн. Спас Войнов (Калугер махала)
- Редн. Дамян Гърнадски (Разградска махала)
- Редн. Димитър Илиев (Чучан)
- Редн. Иван Опров (Чучан)
- Редн. Тодор Николов (Прогорелец)
- Редн. Димитър Пешаков (Ранковци)
- Редн. Илия Трифонов (Ранковци)
- Редн. Марин Якимов (Голинци)
- Редн. Кръстьо Кръстев (Дългоделци)
- Редн. Демирко Карадов (Дългоделци)
- Редн. Александър Джурков (Кърки Жаба)
- Редн. Борис Генов (Кърки Жаба)
- Редн. Георги Каменов (Киселево)
- Редн. Никола Николов (Киселево)
- Редн. Давид Леви (Лом)
- Редн. Лейзер Бенарой (Лом)
- Редн. Тодор Марков (Лом)
- Редн. Кръстьо Кръстев (Александрово)
- Редн. Гаврил Игнатов (Василовци)
- Редн. Евлоги Гиздин (Вълчедръм)
- Редн. Дичо Чернев (Горна Гнойница)